# Sucotai (província)
Sucotai (em tailandês: สุโขทัย; romaniz.: Sukhothai) é uma província da Tailândia. Sua capital é a cidade de Sucotai.